# دئوکسی‌اوریدین مونوفسفات
دئوکسی‌اوریدین مونوفسفات (به انگلیسی: Deoxyuridine monophosphate) با فرمول شیمیایی C۹H۱۳N۲O۸P یک دئوکسی ریبونوکلئوتید با شناسه پاب‌کم ۶۸۸ است که جرم مولی آن ۳۰۸٫۱۸۲ g/mol می‌باشد. 